# جاي بارنت
جاي بارنت لاعب كرة قدم  بوروندي يلعب مع نادي ملبورن فيكتوري.